# Шорт-трек на зимових Олімпійських іграх 2018
Змагання із шорт-треку на зимових Олімпійських іграх 2018 в Пхьончхані проходили з 10 по 22 лютого в льодовій залі «Кьонпхо».
У рамках змагань було розіграно 8 комплектів нагород (4 серед чоловіків, 4 серед жінок).

## Кваліфікація
У змаганнях із шорт-треку на зимових Олімпійських іграх 2018 року брали участь 120 спортсменів, які змагалися у восьми дисциплінах. Кожна країна могла бути представлена не більше ніж 5 чоловіками та 5 жінками.

## Розклад
Увесь час (UTC+9).
| Дата      | Час           | Змагання                  |
| --------- | ------------- | ------------------------- |
| 10 лютого | 19:00 — 21:50 | Жіноча естафета, 3000 м   |
| 10 лютого | 19:00 — 21:50 | Жінки, 500 м              |
| 10 лютого | 19:00 — 21:50 | Чоловіки, 1500 м          |
| 13 лютого | 19:00 — 21:30 | Чоловіча естафета, 5000 м |
| 13 лютого | 19:00 — 21:30 | Чоловіки, 1000 м          |
| 13 лютого | 19:00 — 21:30 | Жінки, 500 м              |
| 17 лютого | 19:00 — 21:55 | Жінки, 1500 м             |
| 17 лютого | 19:00 — 21:55 | Чоловіки, 1000 м          |
| 20 лютого | 19:00 — 21:00 | Жінки, 1000 м             |
| 20 лютого | 19:00 — 21:00 | Чоловіки, 500 м           |
| 20 лютого | 19:00 — 21:00 | Жіноча естафета, 3000 м   |
| 22 лютого | 19:00 — 21:45 | Жінки, 1000 м             |
| 22 лютого | 19:00 — 21:45 | Чоловіки, 500 м           |
| 22 лютого | 19:00 — 21:45 | Чоловіча естафета, 5000 м |

## Чемпіони та медалісти

### Таблиця медалей
| Місце  | Країна                             | Золото | Срібло | Бронза | Загалом |
| ------ | ---------------------------------- | ------ | ------ | ------ | ------- |
| 1      | Південна Корея (KOR)               | 3      | 1      | 2      | 6       |
| 2      | Нідерланди (NED)                   | 1      | 2      | 1      | 4       |
| 3      | Китай (CHN)                        | 1      | 2      | 0      | 3       |
| 4      | Канада (CAN)                       | 1      | 1      | 3      | 5       |
| 5      | Італія (ITA)                       | 1      | 1      | 1      | 3       |
| 6      | Угорщина (HUN)                     | 1      | 0      | 0      | 1       |
| 7      | США (USA)                          | 0      | 1      | 0      | 1       |
| 8      | Спортсмени-олімпійці з Росії (OAR) | 0      | 0      | 1      | 1       |
| Усього | Усього                             | 8      | 8      | 8      | 24      |

### Чоловіки
| Дисципліна           | Золото                                                            | Золото      | Срібло                                                              | Срібло   | Бронза                                                            | Бронза   |
| -------------------- | ----------------------------------------------------------------- | ----------- | ------------------------------------------------------------------- | -------- | ----------------------------------------------------------------- | -------- |
| 500 метрів           | У Дацзін · Китай                                                  | 39.584 WR   | Хван Те Хон · Південна Корея                                        | 39.854   | Лім Хе Джун · Південна Корея                                      | 39.919   |
| 1000 метрів          | Самюель Жирар · Канада                                            | 1:24.650    | Джон-Генрі Крюгер · США                                             | 1:24.864 | Со І Ра · Південна Корея                                          | 1:31.619 |
| 1500 метрів          | Лім Хе Джун · Південна Корея                                      | 2:10.485    | Шинкі Кнегт · Нідерланди                                            | 2:10.555 | Семен Єлістратов · Спортсмени-олімпійці з Росії                   | 2:10.687 |
| Естафета 5000 метрів | Угорщина (HUN) Лю Шаоан Лю Шандор Шаолінь Кнох Віктор Бур'ян Чаба | 6:31.971 OR | Китай (CHN) У Дацзін Хань Тянью Жень Цзивей Сюй Хунчжи Чень Децюань | 6:32.035 | Канада (CAN) Самюель Жирар Шарль Амлен Шарль Курнуає Паскаль Діон | 6:32.282 |

### Жінки
| Дисципліна           | Золото                                                                       | Золото   | Срібло                                                                       | Срібло   | Бронза                                                                           | Бронза        |
| -------------------- | ---------------------------------------------------------------------------- | -------- | ---------------------------------------------------------------------------- | -------- | -------------------------------------------------------------------------------- | ------------- |
| 500 метрів           | Аріанна Фонтана · Італія                                                     | 42.569   | Яра ван Керкгоф · Нідерланди                                                 | 43.256   | Кім Бутен · Канада                                                               | 43.881        |
| 1000 метрів          | Сюзанне Схюлтінг · Нідерланди                                                | 1:29.778 | Кім Бутен · Канада                                                           | 1:29.956 | Аріанна Фонтана · Італія                                                         | 1:30.656      |
| 1500 метрів          | Чхве Мін Джон · Південна Корея                                               | 2:24.948 | Лі Цзіньюй · Китай                                                           | 2:25.703 | Кім Бутен · Канада                                                               | 2:25.834      |
| Естафета 3000 метрів | Південна Корея (KOR) Сім Сок Хі Чхве Мін Джон Кім Є Чжин Кім А Ран Лі Ю Бін* | 4:07.361 | Італія (ITA) Аріанна Фонтана Лучія Перетті Чечилія Маффей Мартіна Вальчепіна | 4:15.901 | Нідерланди (NED) Сюзанне Схюлтінг Яра ван Керкгоф Лара ван Рюйвен Йорін тер Морс | 4:03.471 WR†† |

†† У фіналі команди Канади й Китаю були дискваліфіковані, тому бронзові медалі отримала команда Нідерландів, яка виграла забіг за 5-те місце зі світовим рекордом.